# Noble Energy
Noble Energy, Inc. de Houston, Texas, Estados Unidos é o nome moderno de Noble Affiliates Inc., pelo qual a empresa ficou conhecida na década de 1990, é uma companhia de exploração de petróleo e gás natural e de produção de seus derivados, com uma receita de 3 bilhões de dólares, ocupou em 2007 a 660º posição na lista das maiores empresas norte-americanas pela Fortune 1000.
Em 1985, a Noble Affiliates foi desmembrada da sua subsidiária Noble Drilling Corporation pelos acionistas, e essa empresa, por sua vez, veio a público no início dos anos 1990, e tornou-se então a Noble Corporation , uma companhia da S&P 500.
Na América do Sul, a empresa opera na Argentina e no Equador. Na África, a Noble Energy opera na Guiné Equatorial. E na Eurásia, opera no mar Mediterrâneo, no mar do Norte e na China.